# Green család a nagyvárosban – A film: Űrvakáció
A Green család a nagyvárosban – A film: Űrvakáció (eredeti cím: Big City Greens the Movie: Spacecation) 2024-ben bemutatott amerikai 2D-s számítógépes animációs zenés filmvígjáték, amelyet Anna O'Brian rendezett, a Green család a nagyvárosban című sorozat alapján.
Amerikában 2024. június 6-án, míg Magyarországon 2024. szeptember 21-én a Disney Channel mutatta be.

## Cselekmény
Cricket fel van háborodva, hogy a Green család útja ugyanolyan lesz, mint tavaly. Amikor a család elindul, hogy leadja a terményeket Gwendolyn Zappnak a BigTech-ben, Cricket megtudja, hogy a nő egy aszteroidán fejleszt farmot, és űrszállodát épített, de oda csak a gazdagok, például Remy és családja mehetnek. Amikor Zapp megtudja, hogy a farmrobotjai rosszul vannak programozva, megpróbálja rávenni a Greenéket, hogy egyezzenek bele az űrutazásba. Bill elutasítja, de Cricket alkut köt Gwendolynnal, hogy az űrhotelben való ingyenes tartózkodásért cserébe az aszteroidán gazdálkodhatnak nekik, és meggyőzi Billt és a család többi tagját, hogy menjenek, azt állítva, hogy az egy szimulátor. Végül megtudják, hogy az egész valóságos, amikor Billt majdnem beszippantja az űr. Egy Colleen Voyd nevű kötelességtudó űrhajós kíséri őket, miközben Tilly összebarátkozik egy kis ragacsos lénnyel, akit Tilly Cookie-nak nevez el. Mivel úgy érzik, hogy Voyd belegázol a szórakozásukba, Cricket és Alice nagyi csapdába ejti őt egy krio-gondolában.
Amikor Greenék megérkeznek a farm aszteroidájára, a farmrobotok megtámadják őket, így Tilly és Alice kénytelenek elengedni Voydot. Voyd azonban az egyetlen mentőkapszulát arra használja, hogy a termények egy részét visszaküldje a Földre, hogy teljesítse Zapp kérését. Mindazonáltal megtudják, hogy az aszteroida másik végén lévő energiakeveréken keresztül ki lehet kapcsolni a robotokat. A vegyület megsemmisülése miatt a farm silói felrobbannak, és az aszteroida elmozdul pályájáról. Cricket és Bill vitatkoznak a szorult helyzetükön és az egymással való kapcsolatukon, aminek következtében a vegyület felrobban. Eközben a Földön Greenék bohóckodását közvetítik a hírekben, Nancy és Gloria pedig a BigTechhez megy, hogy válaszokat kapjon. Zapp elfogja őket, és elárulja, hogy célja, hogy az űrben gazdálkodjon, abból fakad, hogy kárörvendeni akar óvónője, Mrs. Kay felett, aki "fantáziálásnak" nevezte álmait.
Amikor a termény megérkezik, Mrs. Kay gratulál Zappnek, de nem találja kielégítőnek, és úgy dönt, hogy a Marsra menekül, miután megtudja, hogy az aszteroida Böhöm város felé tart. Nancynek és Gloriának sikerül Alice robotlábának segítségével mindenkivel kapcsolatba lépnie. Miközben Cricket és Bill kibékülnek, a csoport az űrhotel felé veszi az irányt, hogy a létesítmény vonósugarával elkapják az aszteroidát. Remy segítségével az összes vendég a szállodából a mentőkabinokhoz megy. Tilly átadja Cookie-t Voydnak, amikor az távozik. A szálloda megsemmisül, miközben mindenki biztonságban elmenekül. Amíg Greenék a mentőkapszulára várnak, úgy döntenek, hogy a vakációjuk egy részét repüléssel töltik az űrben.
A stáblista alatt Gwendolynt kifütyülik, amiért elhagyta a Földet, és Greenéket és Voydot hagyta szenvedni, míg Voyd a BigTech űrflotta kapitánya lesz.

## Szereplők
| Szerep         | Eredeti hang           | Magyar hang     |
| -------------- | ---------------------- | --------------- |
| Cricket Green  | Chris Houghton         | Markovics Tamás |
| Tilly Green    | Marieve Herington      | Molnár Ilona    |
| Bill Green     | Bob Joles              | Kassai Károly   |
| Alice nagyi    | Artemis Pebdani        | Rátonyi Hajni   |
| Nancy Green    | Wendi McLendon-Covey   | Bertalan Ágnes  |
| Gloria Sato    | Anna Akana             | Dögei Éva       |
| Gwendolyn Zapp | Cheri Oteri            | Náray Erika     |
| Colleen Voyd   | Renée Elise Goldsberry | Kokas Piroska   |
| Süti           | Anna O'Brian           | Kereki Anna     |
| Remy           | Zeno Robinson          | Molnár Levente  |
| Farmrobotok    | Jack McBrayer          | Makray Gábor    |
| Maria Media    | Raven-Symoné           | Vámos Mónika    |
| BigTech tudós  | Joe Lo Truglio         | Ferenci Péter   |
| Rashida        | Lorraine Toussaint     | Sági Tímea      |
| narrátor       | Darin De Paul          | Orosz Gergely   |
| Alexander      | John Early             | Sörös Miklós    |
| Keys rendőr    | Andy Daly              | Gardi Tamás     |
| Mrs. Kay       | Barbara Goodson        | Csonka Anikó    |
| Scott Kelly    | Scott Kelly            | Weigert Viktor  |

### Magyar változat
- Főcím: Pál Tamás
- Magyar szöveg: Lai Gábor
- Dalszöveg és zenei rendező: Weichinger Kálmán
- Hangmérnök és vágó: Levacsics Péter
- Gyártásvezető: Újréti Zsuzsa
- Szinkronrendező: Pupos Tímea
- Produkciós vezető: Szentes Nikolett

A szinkront az Iyuno Hungary készítette.

## A film készítése
2022 januárjában jelentették be, hogy a Disney Television Animationnél készül egy musicalfilm a Disney Channel animációs sorozatából, a Green család a nagyvárosbanból. Anna O'Brian rendezte a filmet, a sorozat készítői, Chris és Shane Houghton pedig vezető producerként működtek közre. A filmben a sorozat állandó szinkronszínészei, valamint a vendégszereplők, Cheri Oteri, Jack McBrayer és Raven-Symoné ismét eljátsszák a sorozatból ismert szerepeiket, Renée Elise Goldsberry és Joe Lo Truglio pedig új karakterek hangját adják. Scott Kelly űrhajós is feltűnik egy cameoszerepben. A filmet a sorozathoz kapcsolódóan fejlesztették; emiatt a Houghton testvéreknek meg kellett növelniük a stáb létszámát, a stáb egy része a filmen dolgozott, a többiek pedig ide-oda ingáztak a film és a sorozat közt.